# Islip (Oxfordshire)
Islip es una localidad situada en el condado de Oxfordshire, en Inglaterra (Reino Unido), con una población estimada a mediados de 2016 de 686 habitantes.
Se encuentra ubicada al noroeste de la región Sudeste de Inglaterra, cerca de la frontera con las regiones Midlands del Este y Midlands del Oeste, de la ciudad de Oxford —la capital del condado—, del río Támesis, y al noroeste de Londres. 
Existe registro de que en el pueblo, considerado lugar de nacimiento del rey Eduardo el Confesor, se construyó tiempo después de su mierte una capilla dedicada a su culto local, mientras que los abades de Westminster (abadía construida por Eduardo) se intalaban con una casa señorial en esta población, en un aparente intento de consagrar el lugar como punto secundario de peregrinación del culto a este monarca, tras la propia abadía real.